# Nocte Obducta
I Nocte Obducta sono un gruppo black metal tedesco, di Magonza.
Il loro nome, in latino, significa "nell'oscurità della notte".

## Storia
La band nasce dalle ceneri dei Desihra, un gruppo che calcò brevemente le scene musicali dal 1993 al 1995, suonando una miscela di differenti generi di metal. Svanite le motivazioni, la band deciderà di sciogliersi, lasciando in eredità ai Nocte Obducta alcuni brani composti durante i due anni precedenti.
La formazione iniziale dei Nocte Obducta prevedeva il fondatore Marcel alle chitarre e alla voce, Alex alle tastiere e alla voce, Limbach alla batteria e S. Magic M. al basso. In un secondo momento entrarono in formazione Sathonys al basso e Torsten, der Unhold alla voce.
Dopo un'ulteriore cambio di line-up, che vide l'ingresso di Matthias (membro anche degli Agathodaimon) alla batteria al posto di Limbach, finalmente la band incise il primo demo su cassetta nel gennaio del 1998 intitolato ... doch lächeln die blutleeren Lippen/Begräbnisvermählung.
La pubblicazione permise ai Nocte Obducta di ottenere un contratto discografico con la GSM (Grind Syndicate Media) e di registrare il loro debut album già nell'estate dello stesso anno presso i Black Solaris studio di Francoforte. Però il suono non soddisfece per nulla la band, che decise di re-inciderlo dal principio negli stessi studi utilizzati per il demo, gli Steinberger. Prese vita così Lethe (Gottverreckte Finsternis), album che ottenne subito un ottimo responso da parte del pubblico.
Nell'estate del 1999 Alex lasciò la band e venne sostituito dal nuovo tastierista Steffen Emanon. Con questa nuova formazione i Nocte Obducta registrarono nell'agosto del 1999 il loro secondo album (che uscirà solo l'anno successivo), quel Taverne (In Schatten schäbiger Spelunken) che sarà considerato anche a distanza di anni il vero capolavoro della band.
Nel novembre dello stesso anno anche Sathonys decise di lasciare il gruppo, e venne rimpiazzato da Shin. Nonostante questi continui cambi di formazione, con prevedibili conseguenze destabilizzanti sull'equilibrio della band, l'anno successivo i Nocte Obducta scrissero e produssero ben due dischi: Schwarzmetall (Ein primitives Zwischenspiel) (pubblicato nel 2001) e Galgendämmerung (Von Nebel, Blut und Totgeburten) (pubblicato nel 2002).
S. Magic M. lasciò la band durante le registrazioni di Galgendämmerung..., seguito nell'immediato da Shin. Al termine delle registrazioni sarà Flerik a prendere il posto di S. Magic M. e Thomas quello di Shin.
Nel marzo del 2003 i Nocte Obducta firmarono un nuovo contratto con l'etichetta tedesca Supreme Chaos Records ed entrarono nei Maranis Studios per registrare il loro quinto lavoro: Stille (Das nagende Schweigen), che fu pubblicato nel luglio dello stesso anno su CD e vinile. Nel febbraio del 2004 venne ristampato su vinile anche Schwarzmetall..., per la grande richiesta di tale album ormai irreperibile nell'originaria versione su CD.
Nel marzo del 2004 terminarono le registrazioni del primo dei due capolavori intitolati Nektar. Sempre presso i Maranis Studios la band produsse quindi Nektar - Teil I (Zwölf Monde, eine Handvoll Träume); prima parte di un doppio lavoro assolutamente grandioso che terminerà nell'aprile del 2005 con la seconda parte Nektar -Teil II (Seen, Flüsse, Tagebücher). In questi due dischi la band mise in mostra una maturazione artistica e compositiva al di sopra della media, creando due capolavori assoluti di Metal Estremo e Progressivo.
Nel dicembre dello stesso anno uscì il singolo Aschefrühling, contenente due tracce: la title track, che era stata inclusa solo nell'edizione in vinile di Stille..., e una versione rinnovata di "Vorbei", altro brano presente nello stesso disco.
La band ha annunciato di volersi sciogliere dopo la registrazione, avvenuta tre il 2006 e il 2008, dell'album Sequenzen einer Wanderung, uscito poi appunto nel 2008. Nel 2006 alcuni membri della band hanno fondato i Dinner auf Uranos, progetto post/dark rock, pubblicando l'album 50 Sommer - 50 Winter nel 2010.
Nel 2011, dopo un lungo periodo di assoluto silenzio, i Nocte Obducta si riuniscono senza darne notizia e pubblicano inaspettatamente un nuovo album, chiamato Verderbnis (der Schnitter Kratzt an jeder Tür). Come voce principale subentra Alex, accompagnato però anche dalle voci di Flange (addetto anche alle tastiere), Marcel (che si occupa anche di chitarre, basso, keys e produzione), Stefan, Thomas e Torsten.
La reunion sembra definitiva con l'annuncio dell'arrivo di Umbriel (das Schweigen zwischen den sternen), la cui uscita è prevista per l'8 marzo 2013.

## Formazione attuale[1]
- Flange - tastiera, voce
- Heidig - basso
- Marcel - chitarra, tastiera, basso, voce
- Matze - batteria
- Stefan - chitarra, voce
- Torsten - voce

## Discografia
- ... doch lächeln die blutleeren Lippen/Begräbnisvermählung (demo, 1998)
- Lethe (Gottverreckte Finsternis) (1999)
- Taverne (In Schatten schäbiger Spelunken) (2000)
- Schwarzmetall (Ein primitives Zwischenspiel) (2001)
- Galgendämmerung (Von Nebel, Blut und Totgeburten) (2002)
- Stille (Das nagende Schweigen) (2003)
- Nektar - Teil I (Zwölf Monde, eine Hand voll Träume) (2004)
- Nektar - Teil II (Seen, Flüsse, Tagebücher) (2005)
- Aschefrühling (singolo, 2005)
- Sequenzen einer Wanderung (2008)
- Verderbnis (der Schnitter kratzt an jeder Tür) (2011)
- Umbriel (Das Schweigen zwischen den Sternen) (2013)
- Mogontiacum (Nachdem die Nacht herabgesunken) (2016)